# Генеральный штаб Вооружённых сил СССР
Генеральный штаб Вооружённых Сил СССР — формирование (генеральный штаб), один из органов военного управления Вооруженными Силами Союза Советских Социалистических Республик.
Полное действительное наименование — Генеральный штаб Вооружённых Сил Союза Советских Социалистических Республик, сокращённое — ГШ ВС СССР.

## Советская Россия
8 мая 1918 был создан Всероссийский главный штаб (Всероглавштаб) (начальники — Стогов Н. Н. (18.5 — 2.8.1918 г.), Свечин А. А. (2.8 — 22.10.1918 г.), Раттэль Н. И. (22.10.1918 г. — 10.2.1921 г.)).
Органом оперативного руководства 6 сентября 1918 стал штаб Реввоенсовета Республики, а с 8 ноября — Полевой штаб РВС Республики (начальники — 6.09.1918 — Н. И. Раттэль, 21.10.1918 — Ф. В. Костяев, 18.06.1919 — М. Д. Бонч-Бруевич, 22.07.1919 — П. П. Лебедев).
10 февраля 1921 Всероглавштаб был объединён с Полевым штабом РВС Республики и получил название Штаба Рабоче-Крестьянской Красной Армии (РККА). Штаб РККА стал единым органом управления вооружёнными силами РСФСР и являлся исполнительным органом РВС Республики.

## СССР
Начальниками Штаба РККА были:
- П. П. Лебедев (февраль 1921 — апрель 1924),
- М. В. Фрунзе (апрель 1924 — январь 1925),
- С. С. Каменев (февраль — ноябрь 1925),
- М. Н. Тухачевский (ноябрь 1925 — май 1928),
- Б. М. Шапошников (май 1928 — июнь 1931),
- А. И. Егоров (июнь 1931 — сентябрь 1935).

22 сентября 1935 Штаб РККА был переименован в Генеральный штаб РККА. Начальниками Генерального штаба были:
- А. И. Егоров (сентябрь 1935 — май 1937),
- Б. М. Шапошников (май 1937 — август 1940),
- К. А. Мерецков (август 1940 — январь 1941),
- Г. К. Жуков (январь — июль 1941).

В годы Великой Отечественной войны 1941—1945 Генеральный штаб являлся основным органом Ставки Верховного Главнокомандования по стратегическому планированию и руководству вооружёнными силами на фронтах.
Начальниками Генерального штаба ВС Союза были:
- Б. М. Шапошников (июль 1941 — май 1942),
- А. М. Василевский (май 1942 — февраль 1945),
- А. И. Антонов (с февраля 1945).

Начальниками Генерального штаба в послевоенное время были:
- А. И. Антонов (февраль 1945 — март 1946),
- А. М. Василевский (март 1946 — ноябрь 1948),
- С. М. Штеменко (ноябрь 1948 — июнь 1952),
- В. Д. Соколовский (июнь 1952 — апрель 1960),
- М. В. Захаров (апрель 1960 — март 1963),
- С. С. Бирюзов (март 1963 — октябрь 1964),
- М. В. Захаров (ноябрь 1964 — сентябрь 1971),
- В. Г. Куликов (сентябрь 1971 — январь 1977),
- Н. В. Огарков (январь 1977 — сентябрь 1984),
- С. Ф. Ахромеев (сентябрь 1984 — декабрь 1988),
- М. А. Моисеев (декабрь 1988 — август 1991),
- В. Н. Лобов (август — декабрь 1991).
- В. Н. Самсонов (декабрь 1991).

Генеральным штабом издавалось учебно-методическое пособие, предназначенное в первую очередь для курсантов и слушателей военно-учебных заведений — Атлас офицера. Впервые оно было издано в 1947 году. Выдержало 4 издания.